# Sitio histórico nacional marítimo de Salem
El Sitio Histórico Nacional Marítimo de Salem es un parque histórico nacional de los Estados Unidos que tiene 12 edificaciones históricas, una réplica de un velero de mástiles altos y alrededor de 36,000 m² de terreno a lo largo del mar del Salem Harbor en Salem, Massachusetts. Fue el primer parque histórico nacional establecido en el país (17 de marzo de 1938). Dirigió el comercio triangular durante el periodo de la colonización de los Estados Unidos; los corsarios durante la Revolución de las Trece Colonias; y el comercio global marítimo con el Extremo Oriente, después de la independencia. El Servicio de Parques Nacionales administra ambos parques: el Sitio Histórico Nacional y el Centro Regional de Visitantes en el centro de la ciudad de Salem. El Servicio de Parques Nacionales es una agencia del Departamento del Interior de los Estados Unidos, establecida en una ley promulgada el 25 de agosto de 1916, por el presidente Woodrow Wilson, en el artículo 16 del Código de los Estados Unidos.
En el 2014 el Servicio de Parques Nacionales, que gestiona el Sitio, publicó las cifras y estadísticas de 2012, señalando que tuvo 756.038 visitantes, que gastaron una cantidad estimada de $40,000,000.

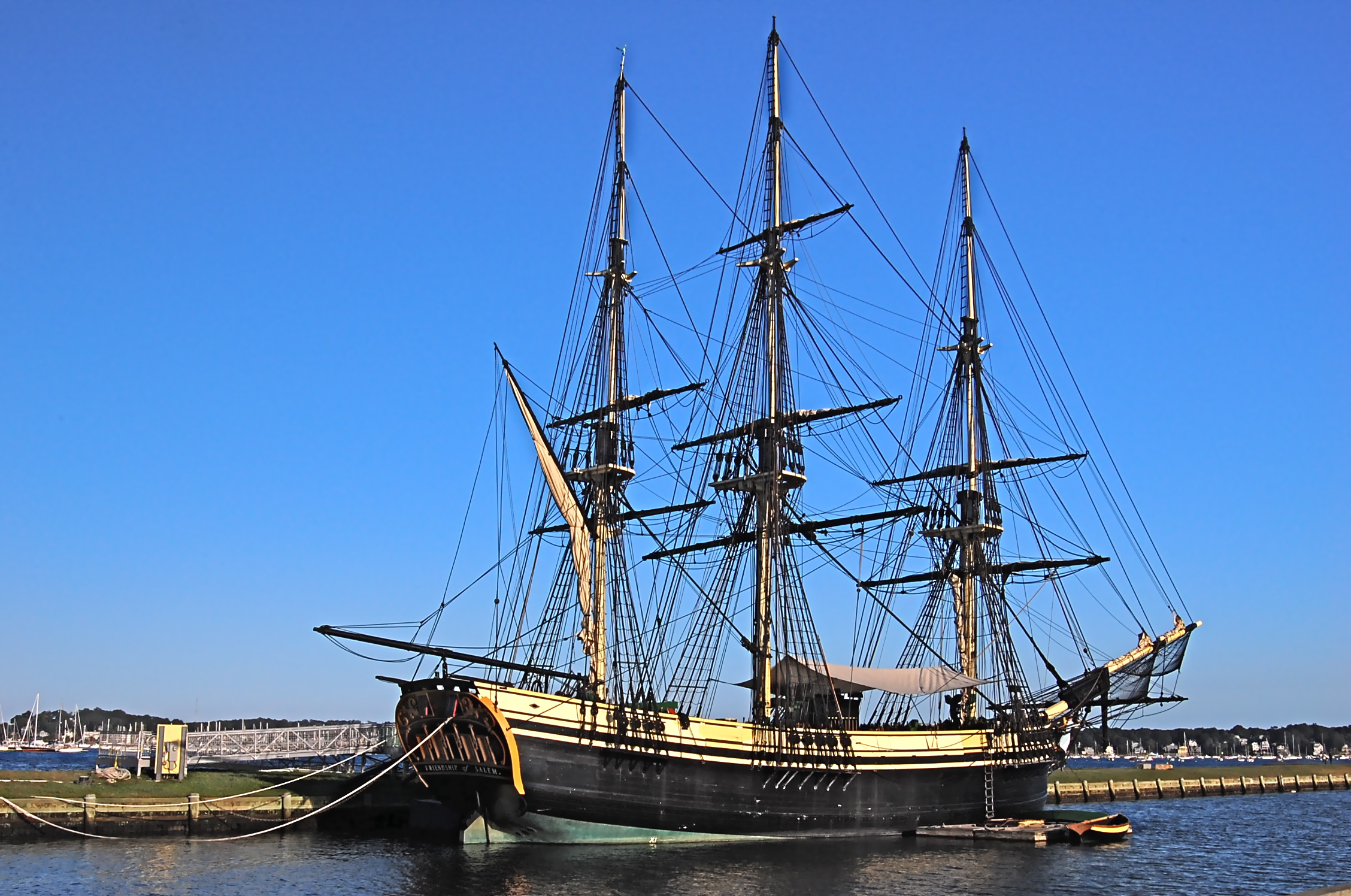
La réplica "Amistad" atracada fuera de la calle Derby

## Propiedades
El sitio preserva y dirige gran número de recursos marítimos en forma de artefactos, colecciones y edificaciones, incluyendo:

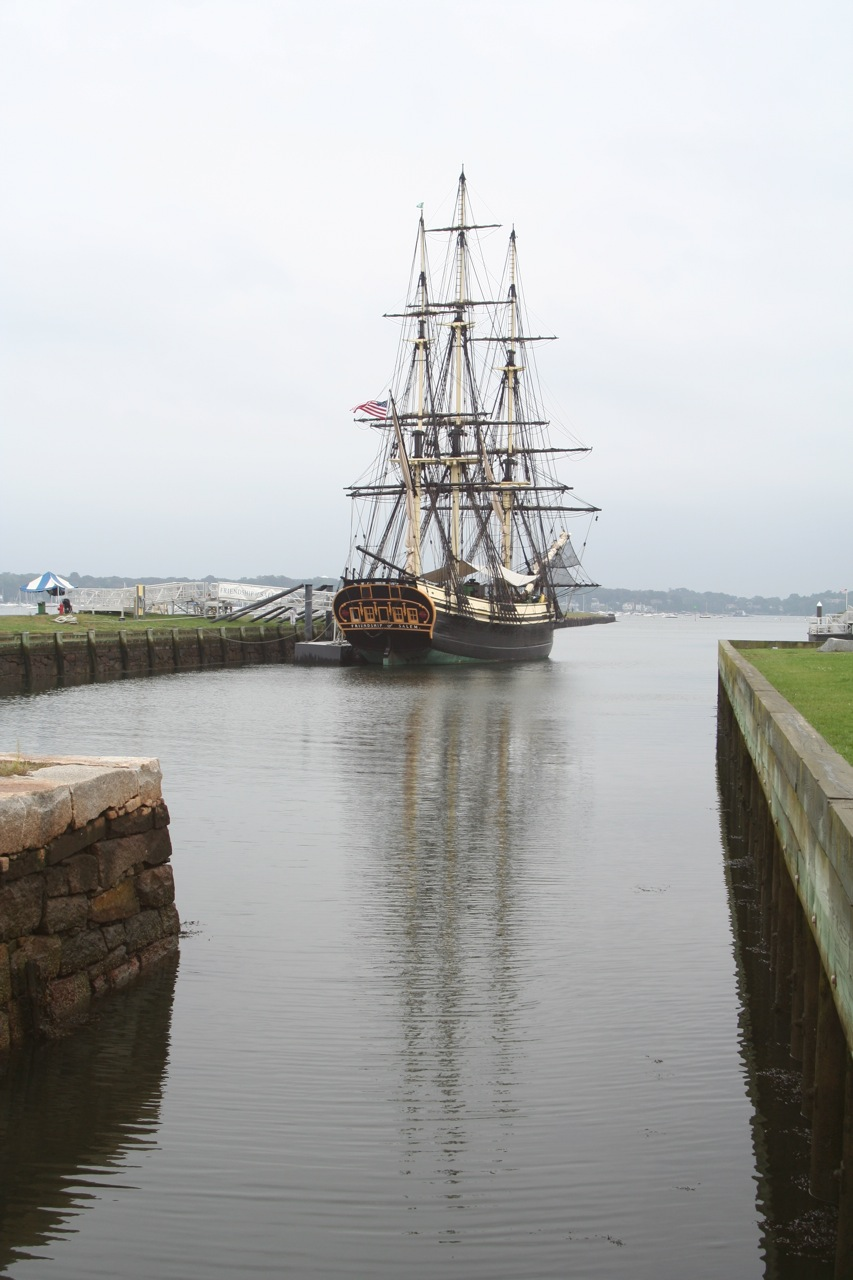
Friendship of Salem en Derby Wharf

- Derby House (1762) - construida en el año de 1762 por el capitán Richard Derby como regalo de bodas para su hijo, es un buen ejemplo de la arquitectura georgiana.[3]

- Derby Wharf (1762, ampliada hasta 1806) - es el muelle más largo de Salem (cerca de 1/2 milla). Cuando estaba activo, fue alineado con los almacenes de mercancías de todo el mundo. El Derby Wharf Light (1871) permanece al final del muelle.

- Friendship of Salem - es una réplica realizada en 2000 del East Indiaman de 1797, construido en el Astillero de los Hermanos Scarano en Albany, Nueva York. El original Friendship hizo 5 viajes durante su carrera hacia Batavia, India, China, Sudamérica, el Caribe, Inglaterra, Alemania, el Mediterráneo y Rusia. Fue capturada como premio de guerra por los británicos en septiembre de 1812.

- Hawkes House (1780, 1800) - diseñada por el famoso arquitecto de Salem Samuel McIntire, se empezó a construir en 1780. El edificio sin estar terminado, fue comprado y completado en 1800 por Benjamin Hawkes.

- Narbonne House (1675) - La parte de la casa con la azotea enarbolada fue construida por el carnicero Thomas Ives, quien más tarde agregó un cobertizo del lado sur y un cobertizo de cocina en la parte de atrás. Alrededor de 1740 el cobertizo del lado sur fue remplazado por lo que es hoy un techo de mansarda. De 1750 a 1780, la casa fue adquirida por el Capitán Joseph Hodges, y en 1780 la casa fue comprada por el curtidor Jonathan Andrew. En la casa vivieron descendientes de la familia de Andrew del año 1780 a 1964, cuando la casa fue vendida al Servicio de Parques Nacionales.[4]

- Pedrick Store House, es un edificio de tres pisos, construido alrededor de 1770, un histórico taller de velas que fue reubicado desde Marblehead, MA al Sitio Histórico Nacional en 2007.[5][6]

- Salem Custom House (1819) - la 13.ª  Casa de Aduana en Salem; la primera fue construida en 1649. Cada una recogía impuestos sobre mercancías importadas.[7]

- St. Joseph Hall (1909) - Fue originalmente el edificio de la Sociedad de St. Joseph (1897), una sociedad de fraternidad polaca. El primer piso era espacio comercial el cual podía ser alquilada con el fin de generar ingresos para mantener el edificio. El pasillo largo del segundo piso era el sitio de cientos de bodas, bailes, juegos, y otros eventos sociales en la comunidad polaca. En el último piso, muchos departamentos fueron construidos para recibir nuevos inmigrantes, los cuales podían quedarse de manera permanente. Hoy en día, el edificio funciona como sede del parque.

- West India Goods Store (1804) - Fue construido por el capitán Henry Prince cerca del año de 1804 y fue principalmente usado como un almacén, donde Prince guardaba productos como pimienta, café, pieles de búfalo, y caparazones de tortugas que importaba de las Indias Orientales. Para el año de 1836, Charles Dexter había comprado este establecimiento. Fue uno de muchos que sirvieron para satisfacer las necesidades de los hogares Salem, pues vendían velas, aceites, ropa, estaño y cristalería, además de productos comestibles tales como grano, queso, frijoles secos e incluso ron, muchas de las importaciones extranjeras y lujos de Europa, Asia y África llenaban los estantes de West India Goods Store. La tienda continuó siendo un espacio de comercio durante el siglo XIX. Más tarde los residentes introdujeron pinturas, una tabaquera y mercancía de vinos y licores.

## Galería

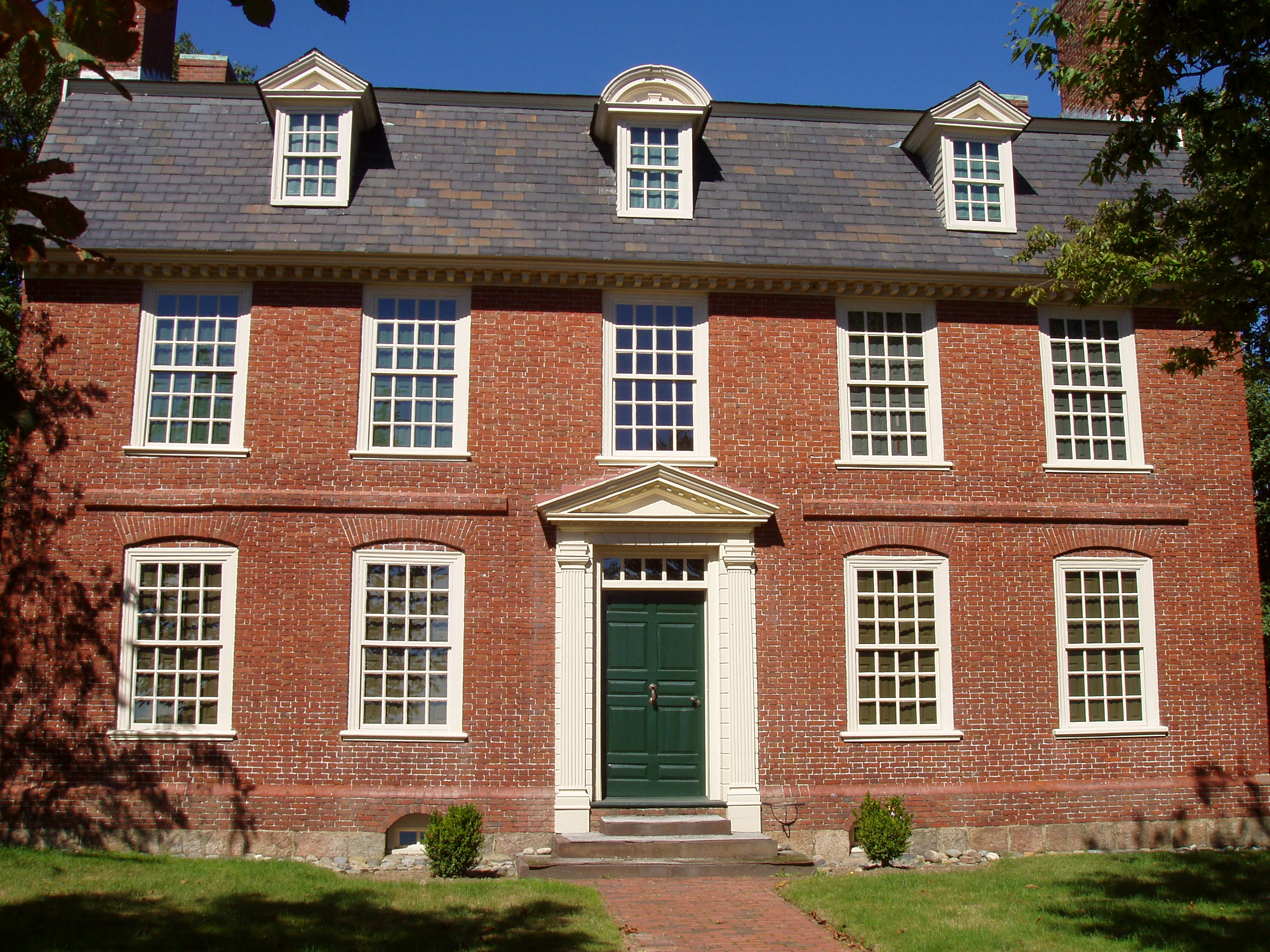
Derby House
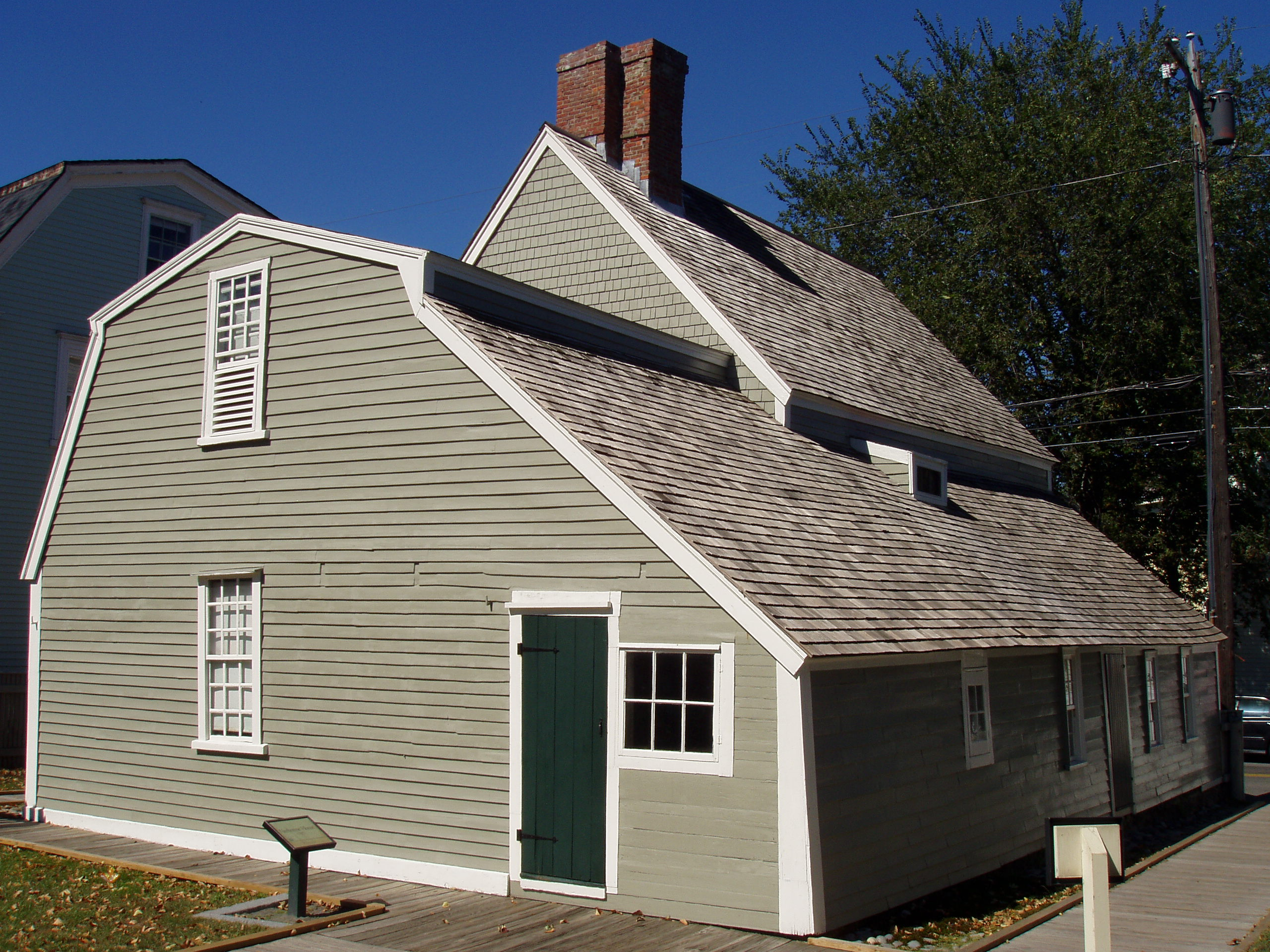
Narbonne House
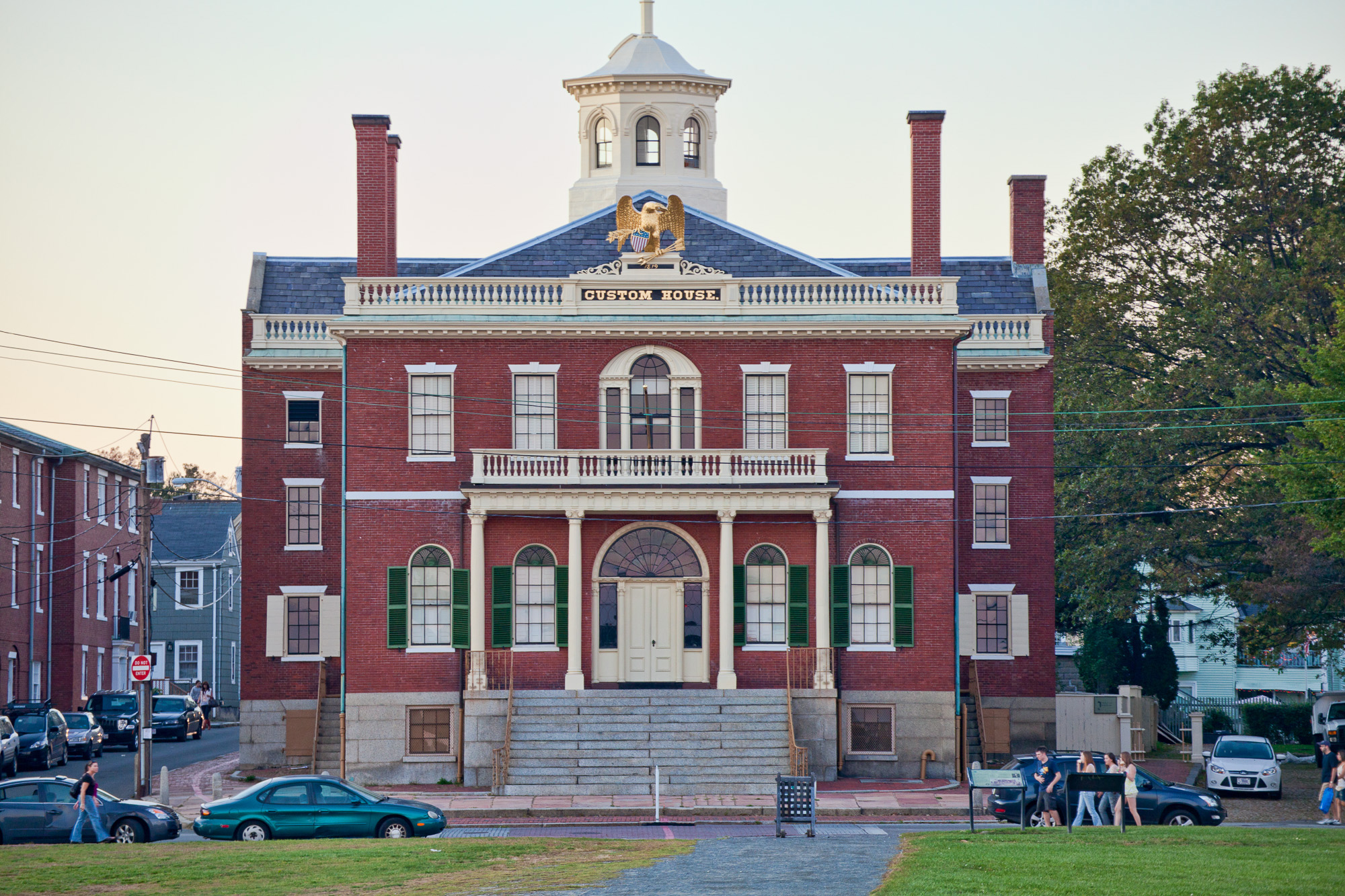
Custom House
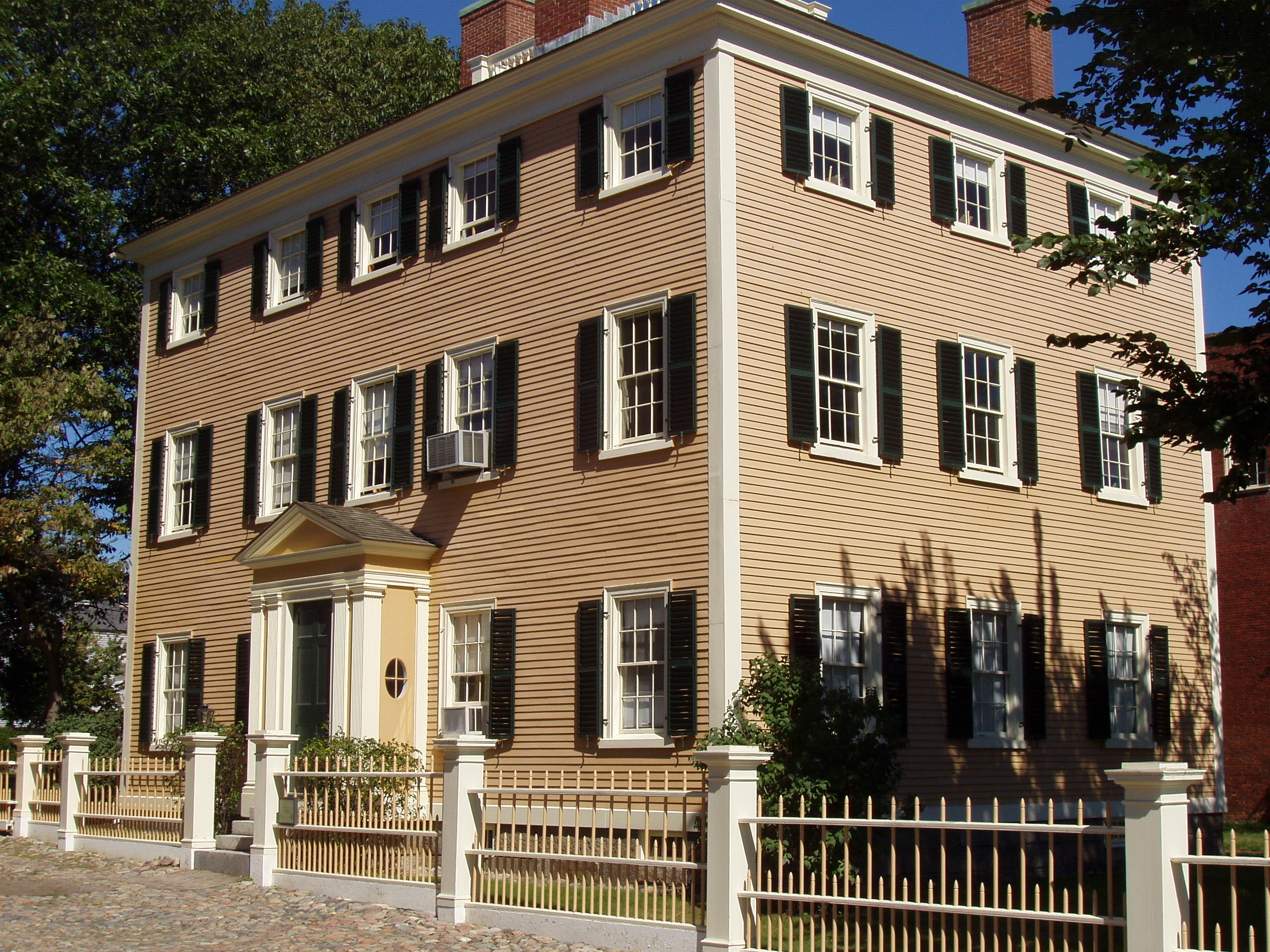
Hawkes House
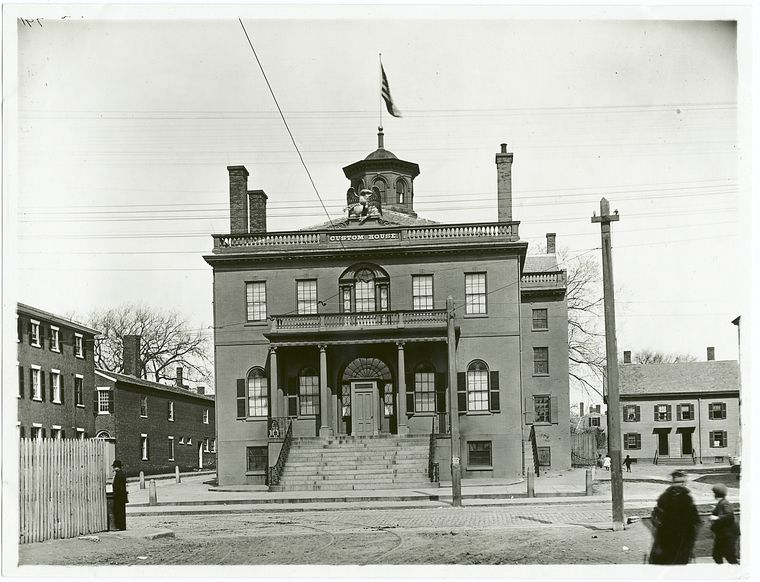
Custom House, ca. 1880
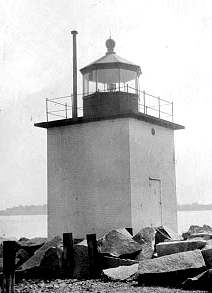
Derby Wharf Light
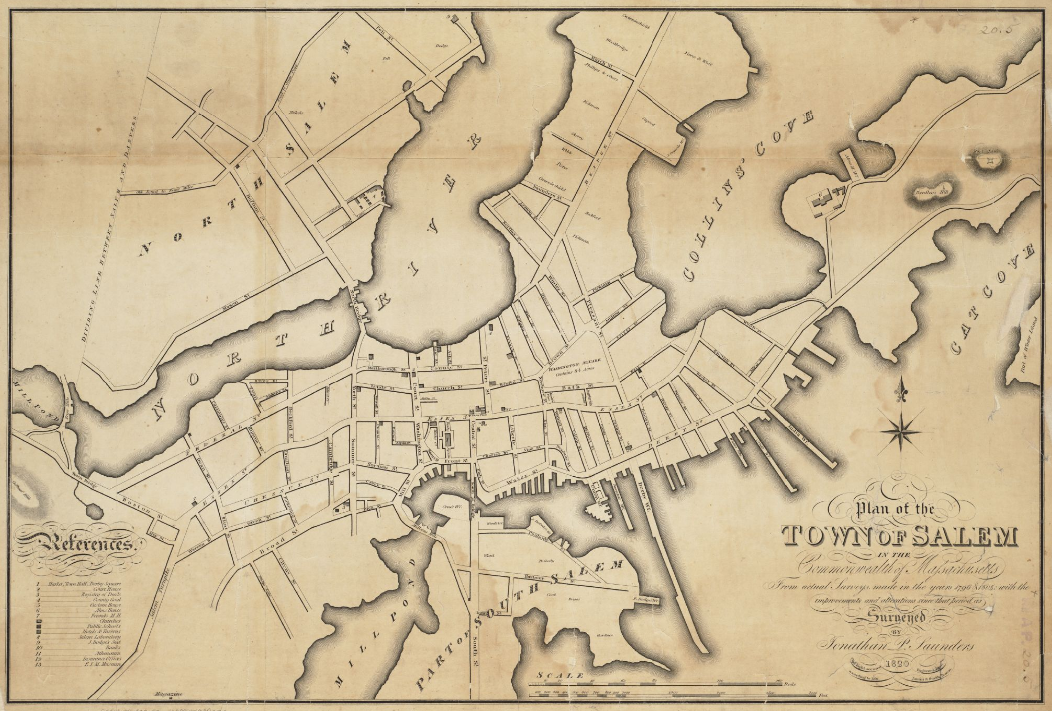
Salem - 1820

## Áreas históricas cercanas
Si caminas por los al rededores del Sitio Histórico Nacional Marítimo de Salem podrás encontrar Chestnut, Distrito del centro de Salem, Distrito histórico de Bridge Street Neck, Distrito histórico de la calle Charlest, Distrito de la calle Crombie, Distrito Derby Waterfront, Distrito histórico Essex Institute, Distrito histórico Salem Willows, y el Distrito histórico Salem Common.

Salem Maritime National Historic Site -Servicio de Parques Nacionales, que gestiona todos los parques nacionales de Estados Unidos Fue creado el 25 de agosto de 1916, por el Congreso a través de la Ley de Servicio de Parques Nacionales Orgánica.